# Guatemala-Brüllaffe

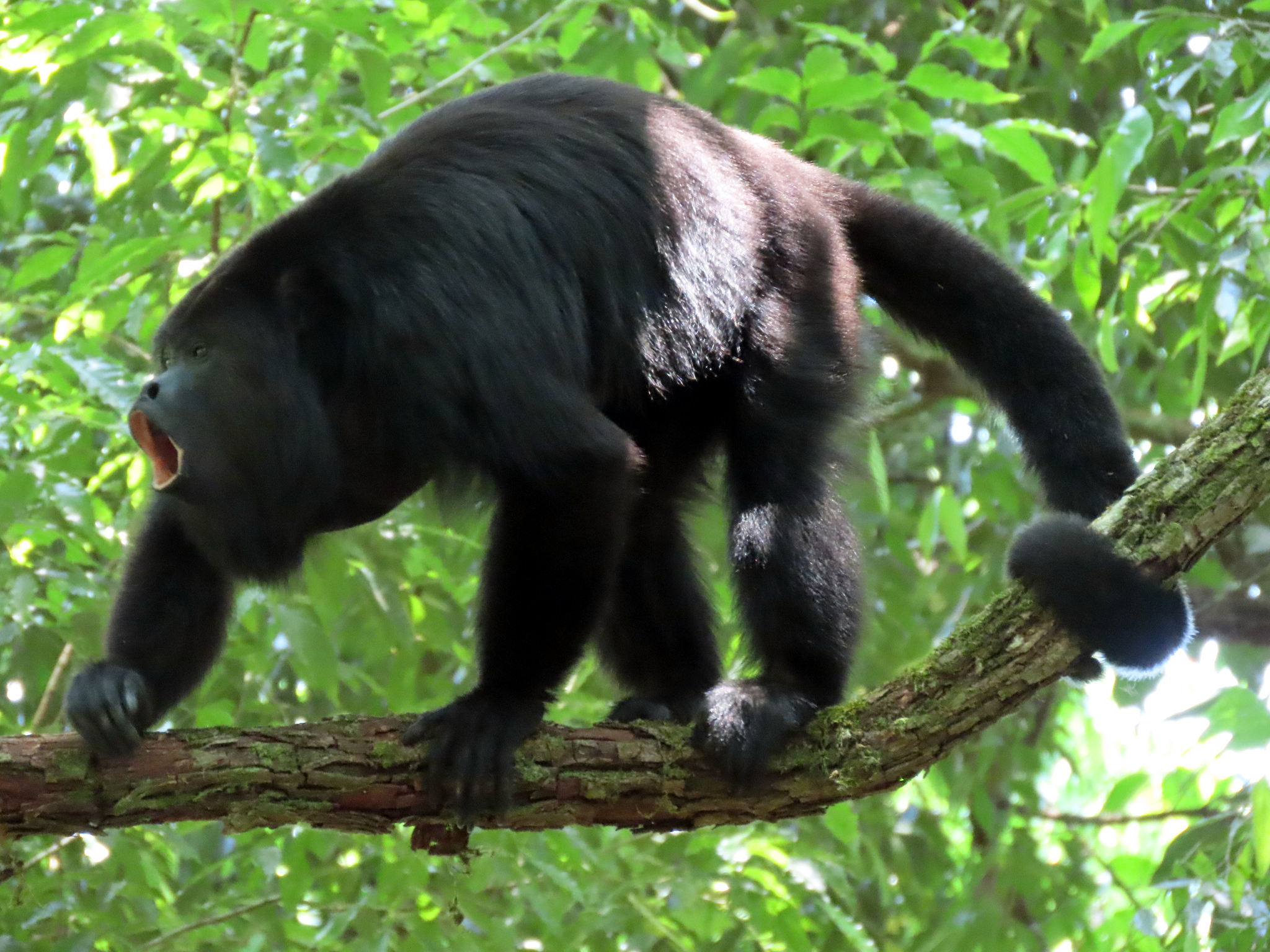
Guatemala-Brüllaffe rufend (brüllend)

Der Guatemala-Brüllaffe (Alouatta pigra) ist eine Primatenart aus der Gattung der Brüllaffen innerhalb der Klammerschwanzaffen (Atelidae). Er lebt in Mittelamerika.

## Merkmale
Guatemala-Brüllaffen sind wie alle Brüllaffen stämmig gebaute Primaten. Sie erreichen eine Kopfrumpflänge von 52 bis 67 Zentimeter, der Schwanz wird ebenso lang. Mit rund 11,4 Kilogramm sind Männchen deutlich schwerer als Weibchen, die 6,4 Kilogramm auf die Waage bringen. Ihr Fell ist lang, weich und seidig, es ist generell schwarz gefärbt, kann am Rücken, an den Schultern und an den Wangen jedoch Brauntöne enthalten. Das Skrotum ist bei ausgewachsenen Männchen auffallend weiß gefärbt. Die Gliedmaßen sind lang und kraftvoll, der ebenfalls lange Schwanz ist als Greifschwanz ausgebildet und im hinteren Bereich der Unterseite unbehaart.

## Verbreitung und Lebensraum

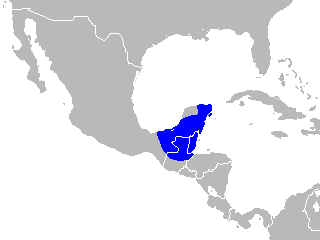
Verbreitungsgebiet

Guatemala-Brüllaffen bewohnen die Halbinsel Yucatán im östlichen Mexiko und in Belize sowie Guatemala. Westlich und südöstlich schließt sich das Verbreitungsgebiet des nahe verwandten Mantelbrüllaffen an. Ihr Lebensraum sind Wälder, wobei sie in Regenwäldern, teilweise überfluteten Uferwäldern und Sumpfgebieten vorkommen können. Meist halten sie sich unter 400 Meter Seehöhe auf.

## Lebensweise
Guatemala-Brüllaffen sind tagaktive Baumbewohner. Sie sind eher langsame Kletterer und springen selten, bei der Nahrungsaufnahme hängen sie häufig an ihren Gliedmaßen oder ihrem Greifschwanz. Generell führen sie eine behäbige, energiesparende Lebensweise und halten häufig Ruhepausen, was durch den geringen Nährwert ihrer Blätternahrung bedingt ist. Sie sind reine Pflanzenfresser, neben Blättern nehmen sie jahreszeitlich auch Früchte und Blüten zu sich. Sie leben in kleinen Gruppen von 2 bis 10 Tieren, die sich aus einem oder zwei Männchen und mehreren Weibchen zusammensetzen.
Nach einer rund sechsmonatigen Tragzeit bringt das Weibchen meist ein einzelnes Jungtier zur Welt.

## Gefährdung
Hauptbedrohung der Guatemala-Brüllaffen ist die Zerstörung ihres Lebensraums durch Waldrodungen. Die IUCN listet die Art als stark gefährdet (endangered) und fürchtet einen weiteren Rückgang der Populationen.